# 一穂
一穂（いちほ）は、日本のシンガーソングライター。福岡県出身、東京都在住。

## 来歴
幼少期にピアノとバレエを嗜む。

学生時代からブラスバンド・ゴスペル・アカペラ・コーラス・バンド活動を始める。

2008年2月にバンドと共に上京し、2008年12月にバンド解散を機に2009年よりソロ活動を開始。

2009年10月7日に1stアルバム「オントロギー」を発表。

2010年6月9日に2ndアルバム「はっぴぃコンプレックス」を発表。
。
出身地である福岡を中心にライブやテレビ・ラジオに出演。同年4月4日からエフエム静岡の番組「一穂のはっぴぃコンプレックス」でメインパーソナリティを6ヶ月間つとめた。

また、福岡天神の活性化と、福岡の音楽的環境の向上を目ざして2002年からスタートしたイベント、「ミュージックシティ天神2010」に出演する。

2010年に引き続き、「ミュージックシティ天神2011」への出演や九州でのライブ・テレビ・ラジオ出演、そして、東名阪ツアーを敢行した。

2011年7月8日に3rdミニアルバム「嘘つきローズ」を発表。

2014年、一穂5周年12ヶ月連続配信企画。2014年3月にソロ活動5周年を迎え、5年前の初ライブの日である3月28日より、1年間毎月28日に楽曲とMusicVideoを配信。

2014年6月25日配信OL Singer Lumi「時を超えて」作詞を担当。

2015年2016年「福岡ソフトバンクホークス 選手別応援歌」2015・2016年(公式)歌&ナレーション担当。

2015年5月6日配信 ぱちんこ「CR聖戦士ダンバイン」promised land 歌担当。

2015年10月16日みずほ銀行「LINEでかんたん残高照会サービス」 歌・制作担当。

2016年8月10日【UHA味覚糖×鷹の爪】プロジェクトぷっちょ第2編#1 「自分探しても見つからねっちょ！」音楽制作・歌担当。

2016年9月24日発売　韓国俳優ユン・サンヒョン「愛しい人」作詞。

## 人物
- ギターも弾く。たまにライブで披露している。バンド形態のライブと、アコースティックなライブも行っている。

七色の声とカラフルな楽曲で、作品ごとに心を映し出すような豊かな表現を生み出す。

## ライブ出演
- 2018年7月28,29日 横浜Motion Blue 作曲家「林 哲司」氏のイベント「SONG FILE vol.01」にVo&Choで参加。
- 2018年2月23日 汐留BLUE MOOD ミュージカルライブ「THE COCKTAILS」に出演。
- 2017年9月8日 下北沢 CCO「HOUSE PARTY」vol.5
- 2017年9月8日 原宿クロコダイル「HOTING」LIVE!
- 2017年6月28日 ヘブン青山「むらかみけいじゅ」LIVE!Cho参加。
- 2017年6月13日 下北沢 CCO「“CCO10周年！みんな本当にありがとね”レモンと鮎子×一穂〜CCO 2man Live!!」
- 2016年12月5日 鹿児島 WICKY'S HOUSE『ISSY Special Jam Night vol.2』
- 2016年12月2日 鹿児島シェルター『ISSY☆Billy アコースティックセッション』
- 2016年11月20日 下北沢 CCO「一穂 × 結城リナ☆CCO 2man Live！！」
- 2016年9月12日 ヘブン青山「Untitled Session at Heaven青山」
- 2016年7月30日 六本木Vanillamood
- 2016年7月21日 下北沢 CCO「帰らない二人 × 一穂〜CCO 2man Live！！」
- 2016年4月7日 下北沢 440「KIARA presents〜BAND Live〜KIARA×一穂」2マンライブ
- 2016年1月12日 下北沢 CCO『一穂×福永実咲〜2マンライブ!!』
- 2015年11月28日 名古屋 X-HALL「ビリカムⅡvol.３」
- 2015年11月23日 池袋 Live inn ROSA
- 2015年10月30日 祖師ヶ谷大蔵 IKEDAセッションライブ！「HALLOWEEN LIVE SHOW」
- 2015年9月27日 TBS 赤坂サカス「Sacas Market」
- 2015年9月26日 越後山中央公園「えちご山GOROLIフェス」
- 2015年9月18日 渋谷 Ruido K2
- 2015年8月29日 愛知県設楽町「SHITARA MUSIC FESTIVAL'15」
- 2015年6月10日 渋谷 Ruido K2
- 2015年4月25日 名古屋「マンモスフリーマーケットZ」
- 2014年11月1日 「2014 和光市民まつりオープニングフェスタ～Smile Street  Session～」
- 2014年10月26日 三軒茶屋 赤髭
- 2014年7月21日 渋谷 RUIDO K2
- 2014年1月23日 高田馬場 音楽室DX
- 2013年12月22日 渋谷 RUIDO K2
- 2013年11月28日 浅草 クラウド
- 2013年10月27日 等々力 おどろきとどろき祭
- 2013年10月15日 渋谷 Ruido K2
- 2013年9月19日 新宿 Ruido K4
- 2013年9月1日 蒲田 OPUSII(ゲスト出演)
- 2013年8月24日 長野LIVE IN 開田高原2013
- 2013年7月7日 渋谷 RUIDO K2
- 2013年7月3日 下北沢 Daisy Bar
- 2013年6月16日 汐留 Blue Mood
- 2013年6月14日 渋谷 DESEO
- 2013年5月28日 下北沢 MOSAiC
- 2013年5月23日 池袋 RUIDO K3
- 2013年5月18日 第1回 横須賀西海岸音楽祭 メインステージ
- 2013年4月22日 下北沢 Daisy Bar
- 2013年4月15日 下北沢 MOSAiC
- 2013年3月20日 下北沢 Daisy Bar
- 2013年3月18日 渋谷 THE GAME
- 2013年2月28日 下北沢 MOSAiC
- 2013年1月25日 代官山 晴れたら空に豆まいて
- 2012年11月29日 下北沢 CCO
- 2012年9月10日 下北沢 CCO
- 2012年8月10日 東中野 music shed YES!
- 2012年7月27日 学芸大 anea cafe
- 2012年7月2日 渋谷 DUO
- 2012年6月22日 池袋 LIVE INN ROSA
- 2012年4月28日 汐留 Bluw Mood
- 2012年3月30日 渋谷 cacoi
- 2012年1月27日 参宮橋 anea cafe
- 2011年12月21日 六本木 morph-tokyo
- 2011年12月17日 渋谷 PLUG
- 2011年12月14日 西川口 Hearts
- 2011年12月9日 新宿 SACT
- 2011年11月29日 六本木 morph-tokyo
- 2011年11月26日 参宮橋 anea cafe
- 2011年11月2日 下北沢 「MOSAiC」のライブに出演。
- 2011年10月24日 埼玉「西川口 Hearts」のライブに出演。
- 2011年10月1日 福岡「Music City Tenjin2011」(天神中央公園ステージ)(博多駅前ステージ)に出演。
- 2011年9月21日 下北沢 「MOSAiC」のライブに出演。
- 2011年9月16日 新宿 「SACT」のライブに出演。
- 2011年8月3日 三重「四日市おとかふぇど〜ん」のライブに出演。
- 2011年8月2日 大阪「ブランニュー」のライブに出演。
- 2011年8月1日 名古屋「ハートランド」 のライブに出演。
- 2011年7月8日 福岡「新星堂Presents Live」キャナルシティ博多インストアライブ。
- 2011年7月7日 福岡「DRUM LEGEND」 ライブ。
- 2011年7月6日 鹿児島「アミュプラザ鹿児島」AMU広場インストアライブ。
- 2011年7月5日 鹿児島「Live HEAVEN」 ライブ。
- 2011年7月1日 渋谷「aube」 〜秘密の花園〜(「嘘つきローズ」レコ発記念ワンマンLIVE!!)。
- 2010年12月16日 「六本木 morph-tokyo」で初ワンマンライブを行った。
- 2010年10月4日 福岡 「DRUM SON」のライブに出演。
- 2010年10月2日 福岡 イベント「ミュージックシティ天神2010」ソラリアステージに出演。
- 2010年9月23日 「恵比寿 天窓Switch」のライブに出演。
- 2010年9月10日 「代官山 Simple Voice」のライブに出演。
- 2010年8月26日 「六本木 morph-tokyo」のライブに出演。
- 2010年7月23日 福岡 「DRUM Legend」のライブに出演。
- 2010年7月1日 「渋谷 BOXX」のイベントに出演。
- 2010年5月31日 「表参道 FAB」で2ndアルバム「はっぴぃコンプレックス」のCD発売記念ライブを行った。
- 2010年5月18日 「渋谷 o-west」のイベントに出演。
- 2010年4月15日 「表参道 FAB」のライブに出演。
- 2010年4月11日 「西麻布 alife」のライブに出演。
- 2010年3月23日 「渋谷 7th floor」のライブに出演。
- 2010年3月4日 「恵比寿 天窓Switch」のライブに出演。
- 2010年1月29日 「渋谷 7th floor」のライブに出演。

## 作品

### アルバム
|                         | 発売日         | タイトル               | 規格品番    |
| ----------------------- | -------------- | ---------------------- | ----------- |
| 1st                     | 2009年10月7日  | オントロギー           | KICHI-00001 |
| 2nd                     | 2010年6月9日   | はっぴぃコンプレックス | XQDZ-1007   |
| 3rd                     | 2011年7月8日   | 嘘つきローズ           | BSFC-1001   |
| 5周年12ヶ月連続配信企画 | 2014年3月28日  | 伶悧な美しき仔猫       | シングル    |
| 〃                      | 2014年4月28日  | ウロボロス             | シングル    |
| 〃                      | 2014年5月28日  | ステイタス             | シングル    |
| 〃                      | 2014年6月28日  | 青い果実               | シングル    |
| 〃                      | 2014年7月28日  | 脳内分泌               | シングル    |
| 〃                      | 2014年8月28日  | ココだけの話           | シングル    |
| 〃                      | 2014年9月28日  | 存在                   | シングル    |
| 〃                      | 2014年10月28日 | Clementine             | シングル    |
| 〃                      | 2014年11月28日 | キミはボクの世界       | シングル    |
| 〃                      | 2014年12月28日 | 地球にローション       | シングル    |
| 〃                      | 2015年1月28日  | 向上心向上委員会       | シングル    |
| 〃                      | 2015年2月28日  | アイの営み             | シングル    |

### タイアップ
| 曲名                   | タイアップ                                                                |
| ---------------------- | ------------------------------------------------------------------------- |
| 人間失格               | 静岡エフエム放送(K-MIX)『一穂のはっぴぃコンプレックス』オープニングテーマ |
| はっぴぃコンプレックス | エフエム静岡(K-MIX)『一穂のはっぴぃコンプレックス』エンディングテーマ     |

### 収録曲
| アルバム名             | 曲名 |
| ---------------------- | --- |
| オントロギー           | 1.「名前」 2.急行列車に限る 3.誰そ彼 4.身帰り美人 5.エクスタシィ 6.浮き世ノスタルジック 7.あまのじゃく 8.東京                          |
| はっぴぃコンプレックス | 1.はっぴぃコンプレックス 2.人間失格 3.誰そ彼〜序章〜 4.綾取り 5.好き 6.快報 7.独楽 8.二十四 9.たおやめ 10.猫の精神冷静術 11.いのちの水 |
| 嘘つきローズ           | 1.最後のキス 2.純情 3.明暗 4.艶やかになりゆく 5.キミはキレイだよ 6.テロリスト                                                          |

## 出演

### テレビ・ラジオ
- 千葉テレビ、TOKYO MX: 「真夜中のおバカ騒ぎ!」2018年7月4日。
- TOKYO MX:『キャッチーくんのナイスキャッチ!』2017年7月7日よりキャラクターの声を担当。[いつ?]
- レインボータウンFM: 「今西裕介のハロアルレディオ」隔月出演中〜[要出典]
- エフエム福岡：「中耳!ミュージックファイル」「シリトラーのリスト」「Hyper Night Program GOW!!」「MOVING MONTHLY STYLE」「SUPER RADIO MONSTER ラジ★ゴン」「BUTCH COUNTDOWN RADIO」
- K-MIX: 「K-MIX 2ストライク1ボール」「K-MIX CARAMEL POCKET」
- cross fm: 「combo master」「green life」「The PRESIDENT」「Day+」
- NACK5: 「Flesh Up9」
- 天神エフエム: 「Morning Wave」「PARK SIDE CAFE」
- NHK-FM福岡: 「夕べのひととき」
- 九州朝日放送: 「PAO〜N」「ミュージックライダー」「VEROQ」「TOGGY'S AHEAD」
- LOVE FM: 「The Request Show」「AFTERNOON DELIGHT」「Top of the Morning」
- FM鹿児島: 「YOU GOTTA STATION μ's WAVE」
- テレビ西日本: 「マニアマニエラ」
- 鹿児島読売テレビ: 「AMP」